# Яворский повет
Яворский повет (пол. Powiat jaworski) — повет (район) в Польше, входит как административная единица в Нижнесилезское воеводство. Центр повета — город Явор. Занимает площадь 581,25 км². Население — 51 451 человек (на 31 декабря 2015 года).

## Административное деление
- города: Явор, Болькув
- городские гмины: Явор
- городско-сельские гмины: Гмина Болькув
- сельские гмины: Гмина Менцинка, Гмина Мсцивоюв, Гмина Пашовице, Гмина Вондроже-Вельке

## Демография
Население повета дано на 31 декабря 2015 года.
| Перепись            | Всего  | Мужчины | Женщины |
| ------------------- | ------ | ------- | ------- |
| Всего               | 51 451 | 25 234  | 26 217  |
| Городское население | 28 805 | 13 845  | 14 960  |
| Сельское население  | 22 646 | 11 389  | 11 257  |